# Barcelona (Aruba)
Barcelona is een wijk van Oranjestad op Aruba.